# 真圣寺
37°24′48″N 112°49′26″E / 37.41333°N 112.82389°E
真圣寺位于中国山西省太谷区范村镇蚍蜉村，2006年被列为第六批全国重点文物保护单位。
真圣寺始建年代不详，现存山门和正殿。山门为清代所建，面阔七间，石结构，建筑面积106平方米。正殿建于金正隆二年（1157年），明嘉靖年间修葺，清道光二十二年（1842年）续修。正殿面阔三间，进深五架椽，单檐硬山顶，前檐设廊，建筑面积112.88平方米。